# Panthères Noires
El Panthères Noires fue un equipo de fútbol de Ruanda que alguna vez jugó en la Primera División de Ruanda, la liga de fútbol más importante del país.

## Historia
Fue fundado en el año 1965 en la capital Kigali y fue uno de los equipos más importantes en la historia del fútbol de Ruanda, ya que es actualmente uno de los más ganadores con 5 títulos de liga y 4 de copa, los cuales ganó en la década de los años 1980s. Era el club que representaba al ejército de Ruanda en el fútbol del país.
A nivel internacional participó en 4 torneos continentales, en los cuales nunca superó la primera ronda.
El club desapareció en 1990 tras la suspensión de la liga por problemas políticos. Se dice que el club es el predecesor del APR FC, equipo fundado en 1993 y que representa al ejército de Ruanda así como el Panthères Noires.

## Palmarés
- Primera División de Ruanda: 5

1980, 1984, 1985, 1986, 1987
- Copa de Ruanda: 4

1981, 1983, 1984, 1987

## Participación en competiciones de la CAF
| Temporada | Torneo                            | Ronda      | Club                   | Casa | Visita | Global  |
| --------- | --------------------------------- | ---------- | ---------------------- | ---- | ------ | ------- |
| 1984      | Recopa Africana                   | Preliminar | FC Inter Star          | 0-0  | 1-1    | 1-1 (a) |
| 1984      | Recopa Africana                   | 1          | Scarlets               | 0-0  | 0-2    | 0-2     |
| 1986      | Copa Africana de Clubes Campeones | Preliminar | Wagad                  | 3-0  | 2-1    | 5-1     |
| 1986      | Copa Africana de Clubes Campeones | 1          | Zamalek SC             | 1-1  | 1-5    | 2-6     |
| 1987      | Copa Africana de Clubes Campeones | Preliminar | Mogadishu Municipality | 2-0  | 0-1    | 2-1     |
| 1987      | Copa Africana de Clubes Campeones | 1          | Al-Ahly SC             | 1-1  | 0-4    | 1-5     |
| 1988      | Copa Africana de Clubes Campeones | Preliminar | Wagad                  | 2-2  | 0-1    | 2-3     |